# Tel Kašiš
Tel Kašiš (hebrejsky: תל קשיש, arabsky: Tal al-Kusis) je pahorek a sídelní tel o nadmořské výšce 56 metrů v severním Izraeli.
Leží na západním okraji zemědělsky využívaného Jizre'elského údolí, nedaleko místa, kde řeka Kišon údolí opouští a vstupuje do soutěsky sevřené vrchy Dolní Galileji a pohoří Karmel, cca 18 kilometrů severozápadně od města Afula a necelý 1 kilometr jižně od bývalé samostatné vesnice Kirjat Charošet, jež je součástí města Kirjat Tiv'on. Má podobu nevýrazného odlesněného návrší, které vystupuje z okolní rovinaté krajiny a je z jihu obtékáno řekou Kišon, na jejímž protějším břehu probíhá dálnice číslo 70. Během arabského povstání ve 30. letech 20. století byl pahorek zapojen do systému opevnění, jejichž cílem bylo střežit hlavní komunikační tahy v zemi.
Pahorek má dlouhou sídelní tradici využívající polohu při významné komunikační ose Via Maris. Jeho plocha dosahuje 10 dunamů (1 hektar). Archeologické průzkumy (zejména v roce 1967) zde objevily stopy starověkého a středověkého osídlení. Další průzkum zde proběhl roku 2010 kvůli výkopu dálkového plynovodu. Pahorek bývá identifikován jako město Chelkat připomínané v Bibli, Kniha Jozue 21,31